# Santa Maria de Bellver
Santa Maria de Bellver és una església de Font-rubí (Alt Penedès) inclosa a l'Inventari del Patrimoni Arquitectònic de Catalunya.

## Descripció
L'església parroquial de Sant Maria de Bellver forma un petit nucli al costat de la carretera, a prop de guardiola de Font-rubí. Té una sola nau coberta amb volta de canó seguit amb llunetes i capçalera quadrada. Sobre el transsepte hi ha una cúpula semiesfèrica que s'eleva exteriorment per damunt de la teulada de la nau. La façana presenta porta d'arc rebaixat, centrada, una obertura circular i coronament de línies corbes. El campanar, de planta octogonal, s'eleva als peus de l'edifici i acaba amb coberta de pavelló. L'interior de l'església presenta un predomini d'elements neoclàssics.

## Història
La construcció de l'església parroquial de Santa Maria de Bellver data del segle xviii.